# Sirnabakti
Sirnabakti is een bestuurslaag in het regentschap Garut van de provincie West-Java, Indonesië. Sirnabakti telt 4970 inwoners (volkstelling 2010).